# Le Rêve de Galiléo
Pour plus de détails, voir Fiche technique et Distribution.
Le Rêve de Galiléo est un film franco-germano-espagnol rassemblant cinq courts métrages d'animation, sorti au cinéma le 26 octobre 2011. Les courts métrages composant le film ont été réalisés par Gil Alkabetz, Ghislain Avrillon, Alex Cervantes et Fabienne Collet. Ils ont pour thème commun le ciel et les étoiles, et s'adressent principalement à un très jeune public.

## Fiche technique générale
- Titre : Le Rêve de Galiléo
- Société de production : Cinéma Public Films
- Distribution : Distribution Service
- Pays :  France
- Date de sortie : 26 octobre 2011
- Durée : 40 minutes[1]

## Courts métrages composant le film

### A Sunny Day
Court métrage allemand réalisé par Gil Alkabetz. Durée : 6 minutes.
Le quotidien du soleil lors d'une journée d'été : il doit affronter lunettes de soleil, parasols et autres chapeaux, mais finit par attirer l'attention générale à l'heure de son coucher.

### Galileo
Court métrage français réalisé par Ghislain Avrillon. Durée : 4 min 34 s.
Le jeune Galileo, passionné d'astronomie et d'aviation, habite seul sur une île volante. Voulant explorer le ciel, Galileo se construit une machine volante, mais en l'essayant il finit par s'écraser sur une autre île. Il y fait la rencontre de Cassiopée, la petite fille aux papillons.

### La P'tite Ourse
Court métrage français réalisé par Fabienne Collet. Durée : 7 min 58 s.
Sur une banquise dans le grand nord, une petite fille est recueillie par un ours. Un jour, la petite fille interroge l'ours à propos de la vie et de la mort des étoiles.

### Un tricot pour la Lune
Court métrage allemand réalisé par Gil Alkabetz. Durée : 6 min 25 s.
Une grand-mère entreprend de tricoter un pull pour la Lune, mais elle a oublié de tenir compte des phases de la Lune, qui la font croître et décroître.

### Margarita
Court métrage espagnol réalisé par Alex Cervantes. Durée : 13 min 41 s.
Une petite fille se fait raconter l'histoire d'une fille qui est partie à la recherche d'une étoile située sur le haut d'une montagne.

## Accueil critique
Le film reçoit un accueil favorable à sa sortie en France. Dans Le Monde, Sophie Walon signe une critique positive, où elle loue la poésie, la créativité et l'humour des cinq courts métrages ; elle juge particulièrement imaginatifs les deux courts réalisés par Gil Alkabetz. Dans L'Express, Laurent Djian n'est pas entièrement convaincu : il estime que « drôle et inventif, ce programme animé de cinq courts, consacrés au ciel et aux astres, reste inégal ». Il apprécie particulièrement Un tricot pour la Lune ainsi que Margarita, qu'il juge « plus classique mais mignon ».